# Pavel Keršić
Pavel Keršić ist ein ehemaliger jugoslawischer Radrennfahrer und nationaler Meister im Radsport.  

## Sportliche Laufbahn
Keršić war im Straßenradsport aktiv. 1973 wurde er nationaler Meister im Straßenrennen vor Drago Frelih. 1976 wurde er Dritter der Meisterschaft beim Sieg von Mirko Rakuš. 1975 siegte er im Eintagesrennen Memorijal Stjepan Grgac.